# Neil Diamond

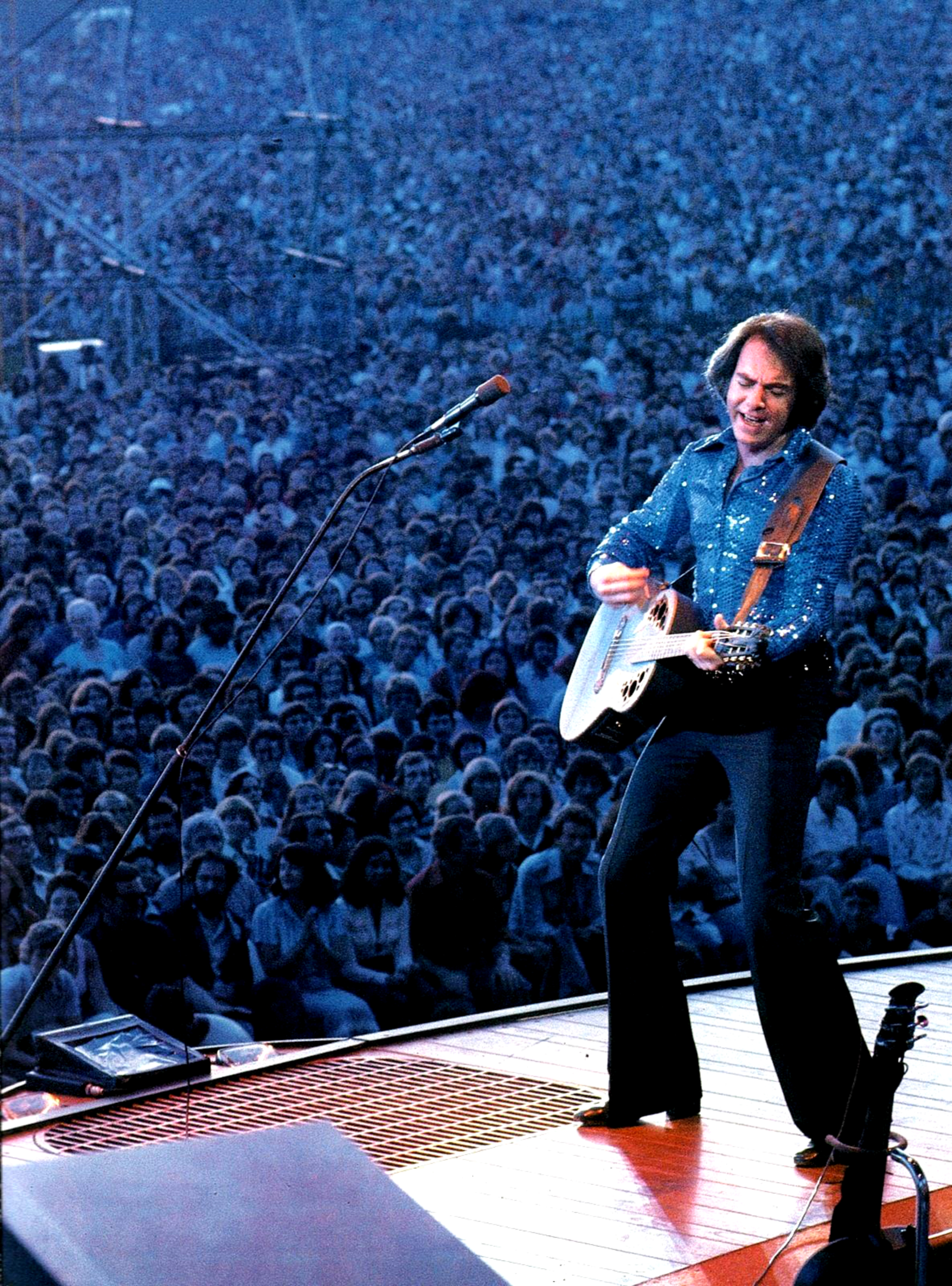
Neil Diamond (1977)

Neil Leslie Diamond (ur. 24 stycznia 1941 w Brooklynie, Nowy Jork) – amerykański piosenkarz, kompozytor i autor tekstów piosenek w stylu pop, rock, folk i country, a także okazjonalnie aktor.
Wydał 32 albumy studyjne. Utwory jego autorstwa wykonywali m.in. Frank Sinatra, Elvis Presley, Chris Isaak, Johnny Cash, Michael Ball czy zespół The Monkees. 39 napisanych przez niego piosenek znalazło się w pierwszej dziesiątce Hot 100 tygodnika Billboard.
W 1984 wprowadzony do Songwriters Hall of Fame, a w 2011 – do Rock and Roll Hall of Fame.

## Życiorys

### Młodość
Jego rodzina ma rosyjskie, polskie i żydowskie korzenie. W wieku 16 lat dostał jako prezent urodzinowy gitarę, po czym skomponował pierwszą piosenkę. Uczęszczał do Erasmus Hall High School, jego koleżanką z klasy była późniejsza aktorka i piosenkarka Barbra Streisand. Rozpoczął nieukończone studia medyczne na New York University.

### Kariera
Studia przerwał po podpisaniu kontraktu z wytwórnią Sunbeam Music, a w 1966 nawiązał współpracę z Bang Records i dał występ w programie telewizyjnym American Bandstand. W 1968 przeniósł się na Zachodnie Wybrzeże, a dwa lata później jego singiel Cracklin' Rosie dotarł do pierwszego miejsca na listach przebojów. Diamond był wówczas najlepiej sprzedającym się piosenkarzem w Stanach Zjednoczonych. W 1973 zawarł kontrakt z wytwórnią Columbia Records. W następnych latach zmienił styl na bardziej popowy, co zaowocowało m.in. utworami You Don't Bring Me Flowers (nagranym w 1978 wraz z Barbrą Streisand), September Morn, Love on the Rocks i Heartlight.
W 1980 rozpoczął karierę aktorską występem w roli syna żydowskiego chazana próbującego odnieść sukces w branży muzycznej w filmie The Jazz Singer. Mimo nieprzychylnych recenzji film okazał się sukcesem komercyjnym, a pochodząca z niego piosenka America osiągnęła ogólnokrajową popularność po wykorzystaniu jej przez stacje telewizyjne przy relacjonowaniu powrotu do ojczyzny zakładników z Iranu. Diamond zrezygnował jednak z dalszej kariery filmowej, a jego aktywność ograniczała się do okazjonalnych występów w roli samego siebie.
W 2018, po zdiagnozowaniu u niego choroby Parkinsona, poinformował o odwołaniu zaplanowanej trasy koncertowej i zakończeniu kariery scenicznej.

### Życie prywatne
W 1963 poślubił nauczycielkę Jaye Posner, swoją dziewczynę z czasów szkoły średniej. Ma z nią dwie córki: Marjorie i Elyn, rozstali się w 1967. Dwa lata później ożenił się z Marcią Murphey, ma z nią synów o imionach Jesse i Micah. Ich związek zakończył się w połowie lat 90., po 25 latach małżeństwa. Od 1996 był nieformalnie związany z Australijką Rae Farley. W 2011 roku poinformował o zaręczynach z wówczas 41-letnią Katie McNeil, z którą rok później wziął ślub.

## Dyskografia

### Albumy studyjne
| Tytuł | Data wydania | Wydawca             | Pozycja na listach przebojów | Pozycja na listach przebojów | Certyfikacje      |
| Tytuł | Data wydania | Wydawca             | U.S.                         | U.K.                         | U.S.              |
| --- | ------------ | ------------------- | ---------------------------- | ---------------------------- | ----------------- |
| The Feel of Neil Diamond                                                                                     | 1966         | Bang                | 137                          | —                            |                   |
| Just for You                                                                                                 | 1967         | Bang                | 80                           | —                            |                   |
| Velvet Gloves and Spit (reedycja w 1970 roku wraz z nową wersją "Shilo")                                     | 1968         | UNi                 | —                            | —                            |                   |
| Brother Love’s Travelling Salvation Show (later renamed Sweet Caroline when the song was added to the album) | 1969         | UNi                 | 82                           | —                            | Gold              |
| Touching You, Touching Me                                                                                    | 1969         | UNi                 | 30                           | —                            | Gold              |
| Tap Root Manuscript                                                                                          | 1970         | UNi / MCA           | 13                           | 19                           | Platinum          |
| Stones | 1971         |                     | 11                           | 18                           | Gold              |
| Moods | 1972         | MCA                 | 5                            | 7                            | Platinum          |
| Jonathan Livingston Seagull (soundtrack)                                                                     | 1973         | Columbia            | 2                            | 35                           | 2x Multi-Platinum |
| Serenade | 1974         | Columbia            | 3                            | 11                           | Platinum          |
| Beautiful Noise                                                                                              | 1976         | Columbia            | 4                            | 10                           | Platinum          |
| I’m Glad You’re Here With Me Tonight                                                                         | 1977         | Columbia            | 6                            | 16                           | 2x Multi-Platinum |
| You Don’t Bring Me Flowers                                                                                   | 1978         | Columbia            | 4                            | 15                           | 2x Multi-Platinum |
| September Morn                                                                                               | 1980         |                     | 10                           | 14                           | Platinum          |
| The Jazz Singer (soundtrack)                                                                                 | 1980         | Capitol             | 3                            | 3                            | 5x Multi-Platinum |
| On the Way to the Sky                                                                                        | 1981         |                     | 17                           | 39                           | Platinum          |
| Heartlight                                                                                                   | 1982         |                     | 9                            | —                            | Platinum          |
| Primitive | 1984         |                     | 35                           | 7                            | Gold              |
| Headed for the Future                                                                                        | 1986         |                     | 20                           | 36                           | Gold              |
| The Best Years of Our Lives                                                                                  | 1989         |                     | 46                           | —                            | Gold              |
| Lovescape | 1992         |                     | 44                           | 36                           | Gold              |
| The Christmas Album                                                                                          | 1992         |                     | 8                            | —                            | 2x Multi-Platinum |
| Up On The Roof: Songs From The Brill Building                                                                | 1993         | Columbia            | 28                           | 28                           | Gold              |
| The Christmas Album 2                                                                                        | 1994         |                     | 51                           | —                            | Gold              |
| Tennessee Moon                                                                                               | 1996         |                     | 14                           | 12                           | Gold              |
| The Movie Album: As Time Goes By                                                                             | 1998         |                     | 31                           | —                            | Gold              |
| Three Chord Opera                                                                                            | 2001         |                     | 15                           | —                            | Gold              |
| 12 Songs (ponownie wydane w roku 2006 z drugą płytą demo oraz kawałkami alternatywnymi)                      | 2005         | American / Columbia | 4                            | 5                            | Gold              |
| Home Before Dark                                                                                             | 2008         | American / Columbia | 1                            | 1                            | Gold              |

### Albumy koncertowe
| Tytuł                                 | Data wydania | Label    | Pozycja na liście | Pozycja na liście | Certyfikacje      |
| Tytuł                                 | Data wydania | Label    | U.S.              | U.K.              | U.S.              |
| ------------------------------------- | ------------ | -------- | ----------------- | ----------------- | ----------------- |
| Gold: Recorded Live at the Troubadour | 1970         | Uni      | 10                | 23                | 2x Multi-Platinum |
| Hot August Night                      | 1972         | MCA      | 5                 | 32                | 2x Multi-Platinum |
| Love At The Greek                     | 1977         | Columbia | 8                 | 3                 | 2x Multi-Platinum |
| Hot August Night 2                    | 1987         | Columbia | 59                | —                 | Platinum          |
| Live in America                       | 1994         | Columbia | 93                | —                 | Gold              |
| Stages (5 CD nagrań live + DVD)       | 2003         | Columbia | 137               | —                 |                   |

### Kompilacje
1. 1968 Neil Diamond's Greatest Hits (re-released and re-charted in 1970)
2. 1970 It's Happening (side one contains Diana Ross songs; side two contains Neil Diamond)
3. 1970 Shilo
4. 1971 Do It
5. 1973 Double Gold
6. 1973 Rainbow (Certified Gold by the RIAA)[10]
7. 1974 His Twelve Greatest Hits (Certified 4x Multi-Platinum by the RIAA)[10]
8. 1976 And The Singer Sings His Songs
9. 1978 Early Classics (released on Neil's own record label, "Frog King")
10. 1981 Love Songs (Certified Gold by the RIAA)[10]
11. 1982 Twelve Greatest Hits Vol. 2 (Certified 3x Multi-Platinum by the RIAA)[10]
12. 1983 Classics: The Early Years (Certified Platinum by the RIAA)[10]
13. 1992 Greatest Hits: 1966–1992 (Certified 3x Multi-Platinum by the RIAA)[10]
14. 1992 Glory Road: 1968–1972
15. 1996 In My Lifetime (Certified Gold by the RIAA)[10]
16. 1999 The Best Of The Movie Album
17. 1999 The Neil Diamond Collection
18. 1999 20th Century Masters - The Best of Neil Diamond (Certified Gold by the RIAA)[10]
19. 2001 Essential Neil Diamond (Certified Platinum by the RIAA)[10]
20. 2002 Love Songs (new track listing)
21. 2002 The Very Best of Neil Diamond
22. 2002 Play Me: The Complete Uni/MCA Studio Recordings...Plus!
23. 2005 Gold
24. 2008 Neil Diamond - The Best of

### Single

#### 1960
| Tytuł A                                                         | Tytuł B                                                       | Data wydania | Data wydania    | Pozycja na liście | Pozycja na liście | Pozycja na liście | Certyfikacje |
| Tytuł A                                                         | Tytuł B                                                       | Data wydania | Data wydania    | U.S.              | U.S. AC           | U.K.              | RIAA         |
| --------------------------------------------------------------- | ------------------------------------------------------------- | ------------ | --------------- | ----------------- | ----------------- | ----------------- | ------------ |
| "You Are My Love at Last" (w/ Jack Packer jako "Neil and Jack") | "What Will I Do" (w/ Jack Packer jako "Neil and Jack")        | 1962         |                 | -                 | -                 | -                 |              |
| "I’m Afraid" (w/ Jack Packer jako "Neil and Jack")              | "Till You've Tried Love"(w/ Jack Packer jako "Neil and Jack") | 1962         |                 | -                 | -                 | -                 |              |
| "At Night"                                                      | "Clown Town"                                                  | 1963         | lipiec          | -                 | -                 | -                 |              |
| "Solitary Man"                                                  | "Do It"                                                       | 1966         | 21 maja         | 55                | -                 | -                 |              |
| "Cherry, Cherry"                                                | "I'll Come Running"                                           | 1966         | 20 sierpnia     | 6                 | -                 | -                 |              |
| "I Got the Feelin' (Oh No No)"                                  | "The Boat That I Row"                                         | 1966         | 12 listopada    | 16                | -                 | -                 |              |
| "You Got To Me"                                                 | "Someday Baby"                                                | 1967         | 28 stycznia     | 18                | -                 | -                 |              |
| "Girl, You'll Be a Woman Soon"                                  | "You'll Forget"                                               | 1967         | 8 kwietnia      | 10                | -                 | -                 |              |
| "I Thank the Lord for the Night Time"                           | "The Long Way Home"                                           | 1967         | 15 lipca        | 13                | -                 | -                 |              |
| "Kentucky Woman"                                                | "The Time is Now"                                             | 1967         | 14 października | 22                | -                 | -                 |              |
| "New Orleans"                                                   | "Hanky Panky"                                                 | 1968         | 6 stycznia      | 51                | -                 | -                 |              |
| "Red, Red Wine"                                                 | "Red Rubber Ball"                                             | 1968         | 13 kwietnia     | 62                | -                 | -                 |              |
| "Brooklyn Roads"                                                | "Holiday Inn Blues"                                           | 1968         | 11 maja         | 58                | -                 | -                 |              |
| "Two-Bit Manchild"                                              | "Broad Old Woman (6 AM Insanity)"                             | 1968         | 13 lipca        | 66                | -                 | -                 |              |
| "Shilo"                                                         | "La Bamba"                                                    | 1968         | Wrzesień        | -                 | -                 | -                 |              |
| "Sunday Sun"                                                    | "Honey Drippin' Times"                                        | 1968         | 5 listopada     | 68                | -                 | -                 |              |
| "Brother Love’s Travelling Salvation Show"                      | "A Modern Day Version of Love"                                | 1969         | 22 lutego       | 22                | -                 | -                 |              |
| "Sweet Caroline" (charted in the UK in 1971)                    | "Dig In"                                                      | 1969         | 28 czerwca      | 4                 | 3                 | 8                 | Platinum     |
| "Holly Holy"                                                    | "Hurtin' You Don't Come Easy"                                 | 1969         | 1 listopada     | 6                 | 5                 | -                 | Platinum     |

#### 1970
| Tytuł A                                                | Tytuł B                                     | Data wydania | Data wydania    | Pozycja na liście | Pozycja na liście | Pozycja na liście | Certyfikacje |
| Tytuł A                                                | Tytuł B                                     | Data wydania | Data wydania    | U.S.              | U.S. AC           | U.K.              | RIAA         |
| ------------------------------------------------------ | ------------------------------------------- | ------------ | --------------- | ----------------- | ----------------- | ----------------- | ------------ |
| "Shilo" (Alternate version)                            | "La Bamba"                                  | 1970         | 7 lutego        | 24                | 8                 | -                 |              |
| "Until It’s Time for You to Go"                        | "And the Singer Sings His Song"             | 1970         | 21 lutego       | 53                | 11                | -                 |              |
| "Soolaimon"                                            | "And the Grass Won't Pay No Mind"           | 1970         | 2 maja          | 30                | 5                 | -                 |              |
| "Solitary Man" (1966 single version-Bang 519)          | "The Time Is Now"                           | 1970         | 11 lipca        | 21                | 6                 | -                 |              |
| "Cracklin' Rosie"                                      | "Lordy" (live)                              | 1970         | 22 sierpnia     | 1                 | 2                 | 3                 | Platinum     |
| "He Ain’t Heavy, He’s My Brother"                      | "Free Life"                                 | 1970         | 7 listopada     | 20                | 4                 | -                 |              |
| "Do It"                                                | "Hanky Panky"                               | 1970         | 7 listopada     | 36                | 25                | -                 |              |
| "I Am...I Said"                                        | "Done Too Soon"                             | 1971         | 27 marca        | 4                 | 2                 | 4                 |              |
| "Done Too Soon"                                        | "I Am...I Said"                             | 1971         | 27 marca        | 65                | -                 | -                 |              |
| "I’m a Believer"                                       | "Crooked Street"                            | 1971         | 26 czerwca      | 51                | 31                | -                 |              |
| "Stones"                                               | "Crunchy Granola Suite"                     | 1971         | 13 listopada    | 14                | 2                 | 18                |              |
| "Song Sung Blue"                                       | "Gitchy Goomy"                              | 1972         | 6 maja          | 1                 | 1                 | 14                | Gold         |
| "Play Me"                                              | "Porcupine Pie"                             | 1972         | 12 sierpnia     | 11                | 3                 | -                 |              |
| "Walk on Water"                                        | "High Rolling Man"                          | 1972         | 11 listopada    | 17                | 2                 | -                 |              |
| "Cherry, Cherry" (Live)                                | "Morningside" (Live)                        | 1973         | 17 marca        | 31                | 19                | -                 |              |
| "The Long Way Home"                                    | "Monday, Monday"                            | 1973         | 11 sierpnia     | 91                | 41                | -                 |              |
| "The Last Thing on My Mind"                            | "Canta Libre" (Live)                        | 1973         | 25 sierpnia     | 56                | 15                | -                 |              |
| "Be"                                                   | "Flight of the Gull (instrumental)"         | 1973         | 27 października | 34                | 11                | -                 |              |
| "Skybird"                                              | "Lonely Looking Sky"                        | 1974         | 16 marca        | 75                | 24                | -                 |              |
| "Longfellow Serenade"                                  | "Rosemary’s Wine"                           | 1974         | 5 listopada     | 5                 | 1                 | -                 |              |
| "I've Been This Way Before"                            | "Reggae Strut"                              | 1975         | 1 lutego        | 34                | 1                 | -                 |              |
| "The Last Picasso"                                     | "The Gift of Song"                          | 1975         | 1 kwietnia      | -                 | 7                 | -                 |              |
| "If You Know What I Mean"                              | "Street Life"                               | 1976         | 19 czerwca      | 11                | 1                 | 35                |              |
| "Don't Think... Feel"                                  | "Home is a Wounded Heart"                   | 1976         | 11 września     | 43                | 4                 | -                 |              |
| "Beautiful Noise"                                      | "Signs"                                     | 1976         | listopada       | -                 | 8                 | 13                |              |
| "Desiree"                                              | "Once in a While"                           | 1977         | 3 grudnia       | 16                | 1                 | 39                |              |
| "You Don’t Bring Me Flowers" (w/ Barbra Streisand) [A] | "You Don’t Bring Me Flowers (instrumental)" | 1978         | 28 października | 1                 | 3                 | 5                 | Platinum     |
| "Forever in Blue Jeans" [B]                            | "Remember Me"                               | 1979         | 27 stycznia     | 20                | 2                 | 16                |              |
| "Say Maybe"                                            | "Diamond Girls"                             | 1979         | 19 maja         | 55                | 3                 | -                 |              |
| "September Morn'"                                      | "I’m a Believer"                            | 1979         | 22 grudnia      | 17                | 2                 | -                 |              |

A--"You Don’t Bring Me Flowers" także uplasował się na pozycji #70 na the Country Singles chart.

B--"Forever in Blue Jeans" zanotował pozycję #73 na the Country Singles chart.

#### 1980
| Tytuł A                           | Tytuł B                          | Data wydania | Data wydania | Pozycje na listach | Pozycje na listach | Pozycje na listach |
| Tytuł A                           | Tytuł B                          | Data wydania | Data wydania | U.S.               | U.S. AC            | U.K.               |
| --------------------------------- | -------------------------------- | ------------ | ------------ | ------------------ | ------------------ | ------------------ |
| "The Good Lord Loves You"         | "Jazz Time"                      | 1980         | 5 kwietnia   | 67                 | 23                 | -                  |
| "Love on the Rocks"               | "Acapulco"                       | 1980         | 1 listopada  | 2                  | 3                  | 17                 |
| "Hello Again"                     | "Amazed and Confused"            | 1981         | 31 stycznia  | 6                  | 3                  | 51                 |
| "America"                         | "Songs of Life"                  | 1981         | 4 kwietnia   | 8                  | 1                  | -                  |
| "Yesterday’s Songs"               | "Guitar Heaven"                  | 1981         | 7 listopada  | 11                 | 1                  | -                  |
| "On the Way to the Sky"           | "Save Me"                        | 1982         | 13 lutego    | 27                 | 4                  | -                  |
| "Be Mine Tonight"                 | "Right by You"                   | 1982         | 22 maja      | 35                 | 2                  | -                  |
| "Heartlight"                      | "You Don’t Know Me"              | 1982         | 11 września  | 5                  | 1                  | 47                 |
| "I’m Alive"                       | "Lost Among the Stars"           | 1983         | 15 stycznia  | 35                 | 4                  | -                  |
| "Front Page Story"                | "I’m Guilty"                     | 1983         | 23 kwietnia  | 65                 | 5                  | -                  |
| "Turn Around"                     | "Brooklyn on a Saturday Night"   | 1984         | 18 sierpnia  | 62                 | 4                  | -                  |
| "Sleep With Me Tonight"           | "One-By-One"                     | 1984         | Wrzesień     | -                  | 24                 | -                  |
| "You Make It Feel Like Christmas" | "Crazy"                          | 1984         | Grudzień     | -                  | 28                 | -                  |
| "Headed for the Future"           | "Angel"                          | 1986         | 24 maja      | 53                 | 10                 | -                  |
| "The Story of My Life"            | "Love Doesn't Live Here Anymore" | 1986         | Lipiec       | -                  | 11                 | -                  |
| "I Dreamed a Dream"               | "Sweet Caroline (Live)           | 1987         | Październik  | -                  | 13                 | 90                 |
| "Cherry, Cherry" (Live)           | "America" (Live)                 | 1988         | Marzec       | -                  | -                  | -                  |
| "This Time"                       | "If I Couldn’t See You Again"    | 1988         | Grudzień     | -                  | 9                  | 84                 |
| "The Best Years of Our Lives"     | "Carmelita's Eyes"               | 1989         | Kwiecień     | -                  | 7                  | -                  |
| "Baby Can I Hold You"             |                                  | 1989         |              | -                  | 28                 | -                  |

#### 1990 i 2000
| Tytuł                                               | Data wydania | Pozycje na listach | Pozycje na listach | Pozycje na listach |
| Tytuł                                               | Data wydania | U.S.               | U.S. AC            | U.K.               |
| --------------------------------------------------- | ------------ | ------------------ | ------------------ | ------------------ |
| "Don't Turn Around"                                 | 1991         | -                  | 19                 | -                  |
| "Hooked on the Memory of You" (w/ Kim Carnes)       | 1991         | -                  | 23                 | -                  |
| "If There Were No Dreams"                           | 1991         | -                  | 14                 | -                  |
| "All I Really Need is You"                          | 1992         | -                  | -                  | -                  |
| "Morning Has Broken"                                | 1992         | -                  | -                  | 36                 |
| "You've Lost that Lovin' Feelin'" (w/ Dolly Parton) | 1993         | -                  | -                  | -                  |
| "Will You Love Me Tomorrow"                         | 1993         | -                  | -                  | -                  |
| "Play Me" (Live)                                    | 1994         | -                  | -                  | -                  |
| "Marry Me" (w/ Buffy Lawson)                        | 1996         | -                  | -                  | -                  |
| "One Good Love" (w/ Waylon Jennings)                | 1996         | -                  | -                  | -                  |
| "As Time Goes By"                                   | 1998         | -                  | -                  | -                  |
| "You Are the Best Part of Me"                       | 2001         | -                  | -                  | -                  |
| "A Mission of Love"                                 | 2001         | -                  | -                  | -                  |
| "Delirious Love" (w/ Brian Wilson)                  | 2006         | -                  | 27                 | -                  |
| "Pretty Amazing Grace"                              | 2008         | -                  | 30                 | 49                 |